# تومو موريموتو
تومو موريموتو (باليابانية: 森本 友) هي عداءة مسافات طويلة وماراثون يابانية ولدت في يوم 27 ديسمبر 1983 في ياماساكي في محافظة هيوغو في اليابان، بدأت مشوارها في ماراثون أوساكا للنساء في سنة 2006 وأنهت السباق أنذاك بالمركز الخامس مسجلة رقم 2:27:46. أفضل رقم شخصي لها في الماراثون هو 2:24:33 الذي سجلته في مايو 2006 في ماراثون فيينا والذي تمكنت أنذاك من الفوز بالمركز الأول فيه، وقد كان ذلك ثاني أسرع رقم في ذلك الماراثون المسجل باسم الإيطالية ماورا فيتشيكونتي. في ماراثون لندن في سنة 2009 إحتلت المركز الثامن لتكون الآسيوية الأولى في في الماراثون ومسجلةً رقم 2:26:29. في ماراثون برلين في سبتمبر 2010 إحتلت تومو المركز الثالث أنذاك خلف كل من الإثيوبيتان أبيرو كيبيدي بيزونيش بيكيلي.

## روابط خارجية
- تومو موريموتو على موقع الاتحاد الدولي لألعاب القوى (الإنجليزية)